# Franz von Schober

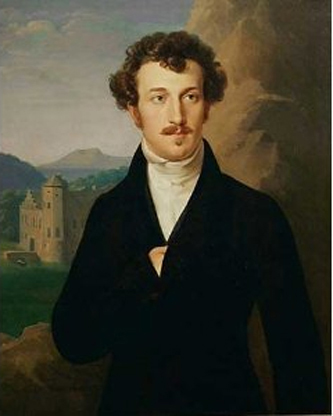
Franz von Schober framför Torups slott. målad av Leopold Kupelwieser

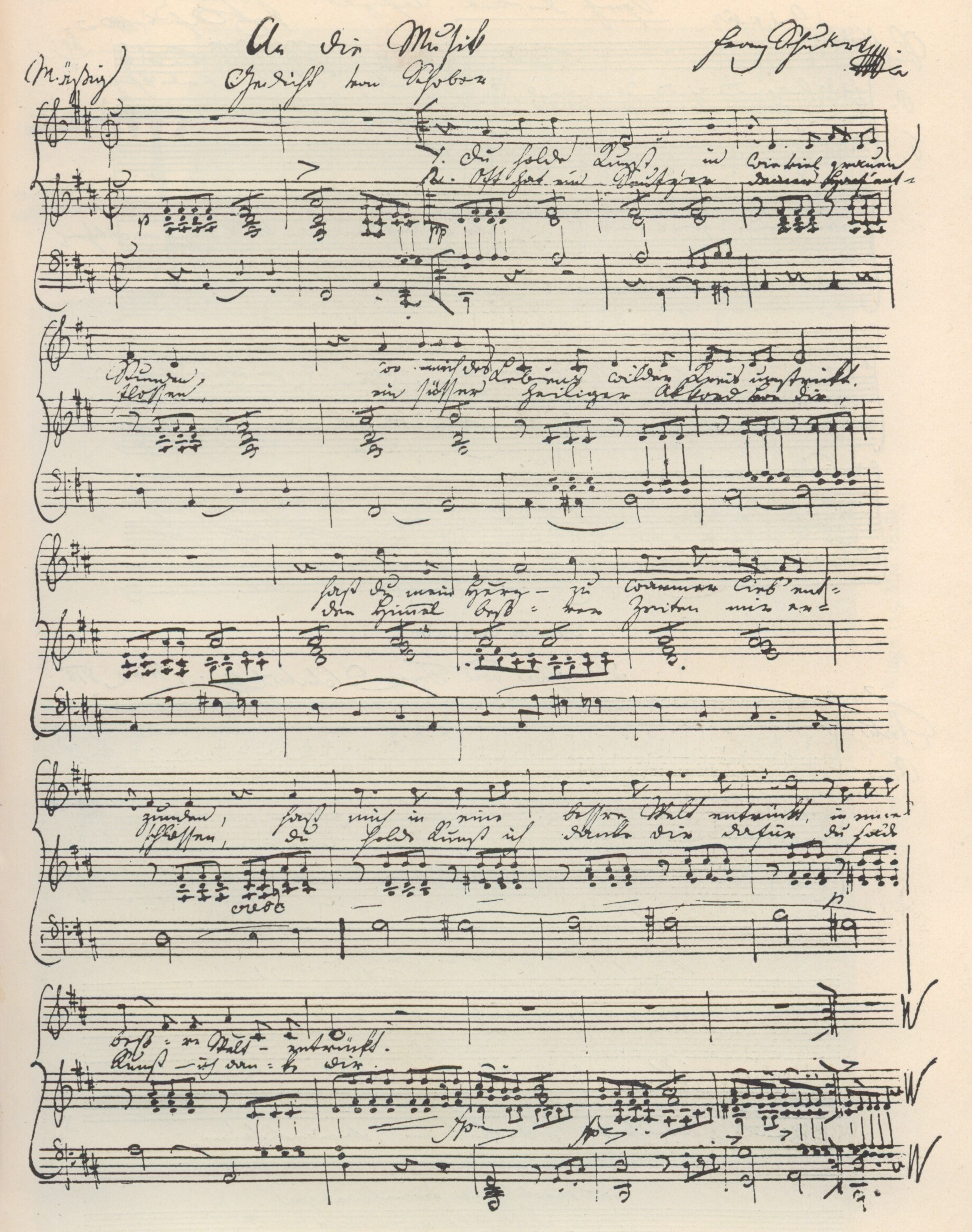
An die Musik – Schobers libretto tonsatt av Franz Schubert.

Franz Adolf Friedrich von Schober, från 1801 von Schober, född 17 maj 1796 på Torup, Malmöhus län, död 13 september 1882 i Dresden, var en österrikisk författare, librettist, legationsråd, tecknare och litograf. 
Han var son till inspektoren på Torup hovrådet Tore Franz Schober (som adlades 1801) och Catharina Derffel (Derphel) och gift 1856–1860 med författaren Thekla von Gumpert samt bror till Axel Arvid Franz von Schober och konstnären Ludwiga von Schober gift Siboni. Efter faderns död 1802 studerade von Schober vid en skola i Schnepfental och genomgick sedan klosterseminariet i Kremsmünster i Österrike. Han började studera juridik 1815 i Wiens universitet men kom allt djupare att intressera sig för poesi, musik och konst. Omkring 1818 planerade han att utbilda sig till landskapsmålare men bekantskapen med Franz Schubert ledde honom till en helt ny inriktning som författare, tecknare och mecenat för Wiens unga konstnärsvärld. En stor del av sitt liv tillbringade von Schober på resande fot han uppehöll sig tillsammans med en morbror i Sverige 1816–1817 för att inkassera ett större belopp som fadern lånat ut till friherre Axel Josua Stiernblad på Torup. Han vistades i Breslau 1823–1825 där han utan större framgång arbetade som komisk skådespelare vid stadsteatern under namnet Torupson. Han startade 1826 ett litografiskt institut i Wien som gav ut ett flertal påkostade verk men eftersom lönsamheten var dålig sålde han institutet 1829 med en stor ekonomisk förlust. Han var därefter verksam som förvaltare av familjegodset Chorherrn utanför Wien som såldes efter moderns död 1833. Omkring 1843 utnämndes han till kammarherre och legationsråd hos storhertigen av Sachsen-Weimar med huvuduppgiften att författa prologer för teatern och hovets fester. Omkring 1844 vistades han en tid i Rom och Floren där han lärde känna konstnärerna Gustaf Wilhelm Palm, Fritz von Dardel, Egron Lundgren och Bengt Erland Fogelberg. Under sitt äktenskap med Thekla von Gumpert bodde han i Dresden, Budapest och efter separationen bosatte han sig i München och slutligen Dresden där han avled i det närmaste utfattig. Som konstnär utförde han porträttteckningar, karikatyrer och ett antal litografier samt ett par album ned tecknade utsikter från Sverige, Italien och Weimar med omgivning. Tillsammans med arkitekten Heinrich von Förster ritade han möbler och svarade för utformningen av Schuberts gravvård. von Schober är representerad vid Schubertmuseet i Wien.